# Borgøy
Borgøy — судно, споруджене на замовлення норвезької компанії Buksér og Berging AS. Прийняте в експлуатацію у 2014 році, воно стало першим у світі буксиром супроводу (escort tug), який використовує як паливо зріджений природний газ.
Окрім головної функції Borgøy здатне виконувати протипожежну та здійснювати збір нафтопродуктів у випадку їх потрапляння в акваторію. Його законтрактувала на довгостроковій основі компанія Statoil для використання на одній зі своїх головних операційних майданчиків — газонафтопереробному комплексі та терміналі в Корсте (норв. Kårstø).
Замовлення на спорудження Borgøy та однотипного Bokn виконали на верфі турецької компанії Sanmar в затоці Тузла біля Стамбула.
Головною особливістю судна стала його енергетична установка. З метою суттєвого зменшення шкідливих викидів (діоксиду вуглецю на 26 %, оксидів азоту на 80-90 % та практично повної відсутності емісії сполук сірки) вона має змогу працювати на ЗПГ. На судні встановлено два двигуни Rolls-Royce Bergen C26:33L6PG загальною потужністю 3,4 МВт.